# Aksel Sørensen (Dansk Skolesløjd)
 Der er flere personer med dette navn, se Aksel Sørensen.
Aksel Sørensen (født 1928), sløjdlærer.
Ansat på Dansk Sløjdlærerskole som konsulent og medhjælper for forstander Keld Pedersen fra ca. 1955.
Var lærer på sløjdlærerskolen og i to perioder, 1976-1977 og i 1986, konstitueret forstander.
Denne Aksel Sørensen fra København må ikke forveksles med den anden sløjdlærer Aksel Sørensen fra Jylland (Ribe, Askov, Esbjerg).

## Udgivelser
- Aksel Sørensen & Curt Allingbjerg: Arbejde i træ: arbejdsvejledninger til træsløjd, praktisk arbejde, aftenskole og fritidsbeskæftigelse. 60 løsblade. Forlaget Practica. 1. oplag 1969, 7. oplag 1979.
- Aksel Sørensen: En skole, der bliver 100 år side 4-27 i: Mogens Nielsen: Sløjd – Træk af fagets idehistorie. Dansk Skolesløjds Forlag 1986. ISBN 87-87745-17-8 – Side 27 gruppefoto, hvor Aksel Sørensen står længst til venstre.